# Połamać kości
Połamać kości (ang. Shatter the Bones) – powieść kryminalna szkockiego pisarza Stuarta MacBride'a z 2011.

## Treść
Jest siódmą częścią kryminalnej serii z niepokornym i działającym na granicy prawa sierżantem (awansowanym w tym tomie na inspektora) Loganem McRae z Aberdeen. Akcja tej części dotyczy porwania Alison McGregor i jej sześcioletniej córeczki Jenny - obie były celebrytkami i występowały w programie "Następna Wielka Brytyjska Gwiazda". Ich wizerunki pojawiały się w kolorowych magazynach, na YouTube, miały rzesze fanów. Porywacze odcinają Jenny palce u nóg i przesyłają je pocztą. Trwa akcja zbierania milionowego okupu przez fanów. McRae odkrywa częściowo mroczną przeszłość Alison i rozwija śledztwo w kręgach studenckich. 

## Nagrody
W 2011 powieść znalazła się na pierwszym miejscu listy The Bookseller w kategorii "fikcja".